# Judith Rees
Judith Anne Rees (née le 26 août 1944), géographe universitaire distinguée, est directrice par intérim de la London School of Economics and Political Science (LSE) de mai 2011 à septembre 2012. Elle est également directrice de son Center for Climate Change Economics and Policy (hébergé conjointement avec l'Université de Leeds) et vice-présidente du Grantham Research Institute on Climate Change and the Environment ,.

## Éducation
Rees est née à Nottingham, où elle fréquente la Bilborough Grammar School. Elle étudie ensuite l'économie à la London School of Economics, où elle obtient son diplôme en 1965. Elle complète sa formation avec un MPhil et in PhD à l'Université de Londres.

## Carrière
Rees rejoint LSE en 1969 en tant que chargé de cours en géographie. Ses principaux intérêts de recherche portent sur le changement climatique et la gouvernance des ressources et des risques environnementaux. Au début des années 1990, elle est doyenne de géographie et pro-vice-chancelière de l'Université de Hull. Elle devient ensuite responsable de la géographie et directrice adjointe de la LSE jusqu'en 2004 . De mai 2011 à septembre 2012, Rees est directrice par intérim de la London School of Economics. Elle est présidente de la Royal Geographical Society de 2012 à 2015, la première femme à assumer ce rôle dans l'histoire de la société et à travailler avec le Dr Rita Gardner en tant que directrice .
Rees est également présidente du Grantham Institute on Climate Change de la LSE, membre du conseil d'administration du Conseil consultatif du Secrétaire général des Nations unies sur l'eau et l'assainissement et du Conseil consultatif scientifique international (ISAC) directrice du Center for Climate Change Economics and Policy  et membre des programmes de recherche nationaux néerlandais sur les changements climatiques, la planification spatiale (CcSP) et "Knowledge for Climate" (KfC). Auparavant, elle est conseillère à la Banque mondiale sur la privatisation de l'eau .
Rees est nommée Commandeur de l'Ordre de l'Empire britannique (CBE) en 2006 et Dame Commandeur de l'Ordre de l'Empire britannique (DBE) lors de l'anniversaire de 2013 pour ses services à l'enseignement supérieur.

## Distinctions
- 2006 : Commandeur de l'Ordre de l'Empire Britannique[8]
- 2013 : Dame Commandeur de l'Ordre de l'Empire Britannique[8]